# اوپتوما
اوپتوما (انگلیسی: Optoma Corporation) شرکت الکترونیک بریتانیایی است، که در سال ۲۰۰۲ تأسیس شد.